# Årets kvinna (Sverige)
Årets kvinna är en titel som sedan 2008 utdelas årligen på Internationella kvinnodagen den 8 mars av tidningen Expressen. Utnämningen ges till kvinnor som under året utmärkt sig som förebilder eller på annat sätt gjort avtryck. Samtidigt listas också 99 andra kvinnor.

## Pristagare
- 2008: Elisabeth Massi Fritz, advokat och målsägarbiträde[1]
- 2009: Maud Olofsson, partiledare Centerpartiet[2]
- 2010: Maria Wetterstrand, språkrör Miljöpartiet[3]
- 2011: Kronprinsessan Victoria[4]
- 2012: Camilla Läckberg, författare[5]
- 2013: Pia Sundhage, förbundskapten[6]
- 2014: Charlotte Kalla, skidåkare[7]
- 2015: Sara Danius, ständig sekreterare[8]
- 2016: Agnes Wold, professor och överläkare[9]
- 2017: Zara Larsson, popartist[10]
- 2018: Din medsyster (metoo)[11]
- 2019: Greta Thunberg, klimataktivist[12]
- 2020: Hédi Fried, psykolog och författare[13]
- 2021: Melinda Jacobs, familjehemsmamma[14]
- 2022: Magdalena Andersson, statsminister (S)
- 2023: Johanna Nordström, komiker
- 2024: Petra Lundh, rikspolischef[15]